# Визели
Ви́зель (нем. Wiesel) — дворянский род немецко-австрийского происхождения.
Основоположником российской родовой ветви Визель стал Бернард Лоренц (Wiesel, Bernhard Lorenz, 1800 г.р.), который в начале 19-го века покинул отчий дом Фердинанда Теодора Фридриха (Wiesel, Ferdinand Theodor Friedrich) в Галиции (Австрия) и отправился в Россию. Бернард Лоренц поселился в Кременчуге Полтавской губернии. Последующие поколения Визелей проживали в Санкт-Петербурге, в Москве, в Казани, в Узбекистане, в Сибири и т. д.
- Wiesel, Ferdinand Theodor Friedrich — коммерсант
  -  Бернард Лоренц Визель (Wiesel, Bernhard Lorenz) (2.07.1800 — ок. 1890, Санкт-Петербург) — врач при департаменте Государственных Имуществ Полтавской губернии, староста лютеранской церкви.
    - Визель, Иосиф Бернардович (Wiesel Joseph, Martin) (1838 — 4.3.1881, Санкт-Петербург) — врач, ординатор Обуховской больницы (Санкт-Петербург), статский советник. Награждён Императорским орденом Св. Анны 2-й степени, Императорским орденом Св. Равноапостольного Князя Владимира 4-й степени.
      - Визель, Александр Иосифович (Wiesel Alexandr) (20.06.1878, Санкт-Петербург — 18.02.1943, Москва) — штурман дальнего плавания, главный бухгалтер «Океанского бюро путешествий».
        - Визель, Глеб Александрович (29.03.1905, Павлодар — ок. 1980, Ленинград) — военачальник, капитан 1 ранга. Окончил Военно-морское училище им. Фрунзе (1929). Командир боевых кораблей «Ураган» (с 1933), «Урицкий» (с 1937), «Чапаев» (с 1941); начальник штаба Ладожской военной флотилии (с 1942); начальник штаба Кольского морского оборонительного района (с 1945); начальник гарнизона г. Балтийска (1946—1947). Награждён орденом Ленина, 4 орденами Красного Знамени, орденом Нахимова II степени, медалью Красной звезды.[1]
        - Визель, Георгий Александрович (29.08.1912, Омск — 1997) — выпускник Московского художественного училища (1934), ученик В. А. Фаворского, главный художник театра оперы и балета им. Алишера Навои в Ташкенте, заслуженный деятель искусств Узбекской ССР.
          - Визель, Александр Георгиевич (16.11.1942, Ташкент — 5.7.2024, Ханты-Мансийск) — художник, мастер линогравюры и книжной графики, живописец, педагог, заслуженный художник РФ.
OO Визель, Галина Михайловна (род. 1941) — супруга Александра Георгиевича, Народный художник Российской Федерации (2005), Академик Российской академии художеств (2019), преподаватель государственного образовательного учреждения «Центр искусств для одаренных детей Севера», Ханты-Мансийский автономный округ — Югра.
            - Инга — художник, дизайнер.
            - Глеб — дизайнер.

    -  Визель Оскар Борисович (Wiesel, Oscar Sigismund) (01.09.1827, Одесса — 07.06.1916, Санкт-Петербург) — начальник II отделения особенной канцелярии по кредитной части Министерства Финансов России, действительный статский советник, художник.
OO  Мари Кристина Пуантэн
      - Визель, Оскар Оскарович (Wiesel Oscar) (20.08.1864, Санкт-Петербург — 27 сентября 1918, Женева) — дипломат, исследователь Норвегии, основоположник формирования саамского собрания Российского этнографического музея (Санкт-Петербург), действительный статский советник.[2]
      - Визель, Эмиль Оскарович  (Wiesel Emil Anton Joseph) (1866—1943) — художник, хранитель музея и действительный член Императорской Академии художеств, организатор международных художественных выставок, член совета Эрмитажа и Русского музея, кавалер Ордена Почётного легиона, эксперт по русской и западной живописи и скульптуре в комиссии при музейном отделе Главнауки.
OO Александра Эмильевна Штраус, специалист по росписи фарфора и резьбе по дереву
        - Визель, Оскар Эмильевич (1895—1939) — индолог, тибетолог, японовед; этнограф, лингвист, археолог.
OO Вера Александровна Шолпо — художник-живописец.
          - Визель, Андрей Оскарович (19.10.1930, Ленинград — 14.1.2019, Казань) — ведущий научный сотрудник Института органической и физической химии им А. Е. Арбузова Казанского научного центра, заслуженный деятель науки и техники Республики Татарстан, лауреат Государственной премии РТ, художник. Награждён бронзовыми медалями ВДНХ СССР; юбилейной медалью Президиума Верховного Совета СССР «За доблестный труд. В ознаменование 100-летия со дня рождения В. И. Ленина»; почетной грамотой Президиума АН СССР; нагрудным знаком «Изобретатель СССР»; орденом СССР «Знак Почёта»; медалью «В память 1000-летия Казани».
            -  Визель, Александр Андреевич (род. 1957) — фтизиатр, доктор медицинских наук, профессор, главный пульмонолог Республики Татарстан[3].

        - Визель, Эмиль Эмильевич (16.12.1897 — ок.1930) — лингвист, участник объединения переводчиков АБДЕМ, автор переводов 5 и 6-й книг канонического греческого романа Эфиопика на русский язык.
        - Визель, Татьяна Эмильевна (15.12.1904, Санкт-Петербург — 31.07.1976, Ленинград) — театральный художник (театр драмы им А. С. Пушкина, Дворец культуры им. М.Горького, Харьковский театр русской драмы), график, мастер экслибриса, альпинист.
        -  Визель, Александра Эмильевна (27.03.1899, Санкт-Петербург — 02.03.1974, Ленинград) — архитектор и художник, выпускница Архитектурного института АХ в Ленинграде (1928), преподаватель Высшего художественно-промышленного училища, руководитель проектной группы садово-паркового строительства Ленинграда.